# Kilometr čtvereční

Kilometr čtvereční

Kilometr čtvereční (též kilometr čtverečný, značka km², v cizině někdy qkm) je jednotka pro plošný obsah. Je to plocha čtverce o straně dlouhé 1 kilometr. Je to jednotka odvozená od metru čtverečního. Protože je plocha čtverce dána druhou mocninou jeho strany, je 1 km² roven 1000² (tj. milionu) m².
Kilometr čtvereční je největší běžně používanou jednotkou plochy. Vyjadřují se v něm zejména rozlohy administrativních celků (okresy, kraje, státy apod.) a dalších planetárních objektů (kontinenty, moře).

## Převod na další jednotky
1 kilometr čtvereční je roven
- 100 ha
- 10 000 a
- 1 000 000 m²
- 1012 mm²
- 0,386 102 čtvereční míle (statutární)

## Příklady
- Rozloha Česka činí 78 871 km².
- Povrch planety Země činí přibližně 510 065 285 km².